# Stupkaiella bessophila
Stupkaiella bessophila är en tvåvingeart som först beskrevs av Quate 1955.  Stupkaiella bessophila ingår i släktet Stupkaiella och familjen fjärilsmyggor.
Artens utbredningsområde är Kalifornien. Inga underarter finns listade i Catalogue of Life.